# Picea chihuahuana
Épicéa de Chihuahua
Espèce
Classification phylogénétique
Répartition géographique
Statut de conservation UICN

 EN  : En danger
Picea chihuahuana est une espèce de conifères de la famille des Pinacées. Il est originaire des montagnes du Mexique.

## Description

### Dimensions
Picea chihuahuana peut mesurer jusqu'à 45 mètres et avoir un tronc d'1,2 mètre de diamètre.

### Caractères botaniques
Picea chihuahuana possède un port conique.
L'écorce est grise ou brun clair et lisse avant de se fissurer et de devenir écailleuse chez les jeunes sujets. Sur les vieux sujets, l'écorce devient gris-brun foncé et est divisée en petites plaques irrégulières. Les rameaux sont vigoureux, épais, glabres et sont de couleur chamois clair.
Les bourgeons sont ovoïdes, pointus, un peu résineux et ils mesurent de 5 à 9 mm.
Les aiguilles sont rectilignes, vert-grisâtre, raides, pointues, très piquantes et à section carrée. Elles ont une taille allant de 1,2 à 2,3 cm de long pour 1 à 1,8 mm de large. Elles sont disposées en spirale autour des rameaux.
Les cônes mâles mesurent de 2 à 3 cm et sont rougeâtres.
Les cônes femelles mesurent de 7 à 11 cm de long pour une largeur de 4 à 5 cm. Ils sont cylindriques, châtain clair et résineux. Ils possèdent beaucoup d'écailles qui contiennent de petites graines noires de 3 à 6 mm possédant chacune une aile jaunâtre allant de 1 à 1,5 cm.

## Répartition et habitat

### Distribution
Picea chihuahuana pousse naturellement à partir de 2000 mètres jusqu'à 3400 mètres d'altitude dans les montagnes (Sierra Madre occidentale) du Mexique et plus précisément dans le sud-ouest de l'État de Chihuahua et à l'ouest du Durango. De tous les épicéas américains, il est le plus méridional.

### Exigences
Picea chihuahuana se plaît beaucoup dans tous les types de sols.
Il supporte bien la chaleur ainsi que le froid jusqu'à environ -16 °C.
Il s'agit d'un des conifères les plus résistants.